# Sargans (district)

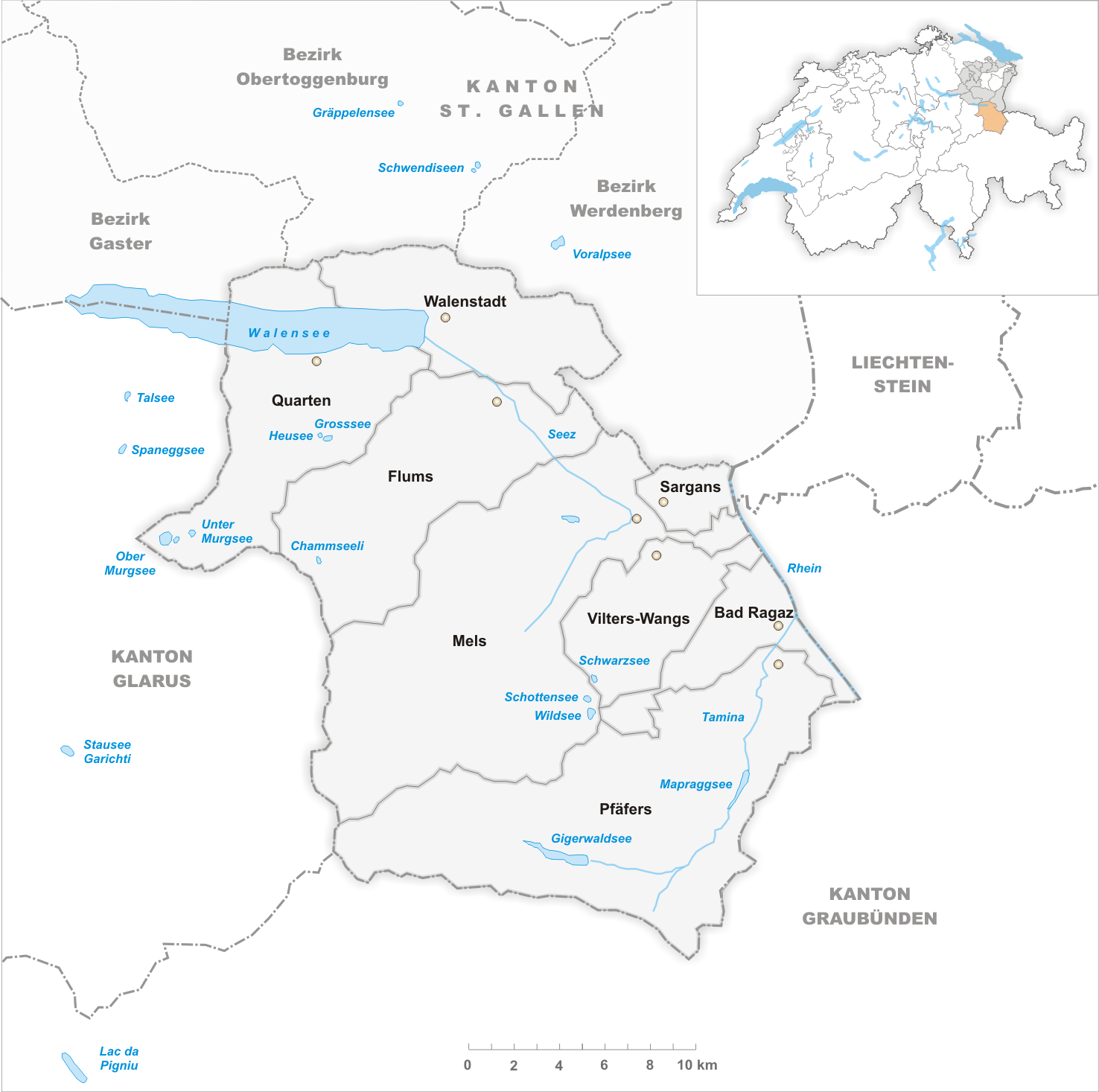
Gemeenten in Sargans

Het district Sargans was tot 2003 een bestuurlijke eenheid binnen het kanton Sankt Gallen.
Het district bevatte de volgende gemeenten:
- Sargans
- Vilters-Wangs
- Bad Ragaz
- Pfäfers
- Mels
- Flums
- Walenstadt
- Quarten